# Lithobates pustulosus
Lithobates pustulosus es una especie de anfibio anuro de la familia Ranidae.

## Distribución geográfica
Esta especie es endémica del centro oeste de México. Habita:
- en el sur del estado de Sinaloa;
- en el sudoeste del estado de Durango;
- en el estado de Nayarit;
- en el sur del estado de Jalisco;
- en el estado de Colima.[4]

## Publicación original
- Boulenger, 1883 : Descriptions of new species of lizards and frogs collected by Herr A. Forrer in Mexico. Annals and Magazine of Natural History, sér. 5, vol. 11, p. 342-344[5]